# 1907 no jornalismo
Nesta página encontrará referências aos acontecimentos directamente relacionados com o jornalismo ocorridos durante o ano de 1907.

## Eventos
- 2 de fevereiro — Publicação no Porto (Portugal), da revista ilustrada quinzenal "Nova Silva". Foi publicada até abril deste mesmo ano[1].

## Nascimentos
| Data           | Nome                                 | Profissão                                                 | Nacionalidade                              | Observações | Ref |
| -------------- | ------------------------------------ | --------------------------------------------------------- | ------------------------------------------ | ----------- | --- |
| 9 de fevereiro | Victor Civita                        | jornalista e empresário judeu                             | Brasil                                     | m. 1990     |     |
| 13 de março    | Maria Pia de Saxe-Coburgo e Bragança | escritora, jornalista e reivindicadora ao trono português | Reino Unido de Portugal, Brasil e Algarves | m. 1995     |     |

## Mortes
| Data            | Nome                   | Profissão  | Nacionalidade           | Observações | Ref |
| --------------- | ---------------------- | ---------- | ----------------------- | ----------- | --- |
| 11 de fevereiro | William Howard Russell | jornalista | Reino Unido · (Irlanda) | n. 1821     |     |